# James Broun-Ramsay, I marchese di Dalhousie
James Broun-Ramsay, I marchese di Dalhousie (Midlothian, 22 aprile 1812 – Midlothian, 19 dicembre 1860), è stato un nobile e politico scozzese che detenne la carica di Governatore generale dell'India dal 1848 al 1856.

## Biografia

### Le origini
James Broun-Ramsay era l'unico figlio superstite di George Ramsay, IX conte di Dalhousie, che aveva servito Arthur Wellesley, I duca di Wellington, e di sua moglie, Cristina Broun. 
Nel 1815 suo padre era stato nominato barone di Dalhousie e dal 1820 al 1828 fu Governatore Generale del Canada, motivo per cui James passò buona parte della propria infanzia oltremare. Dopo un'educazione di tipo privato andò, nell'ottobre del 1829 a Christ Church (Oxford), i suoi studi subirono una battuta d'arresto nel 1832 quando il suo unico fratello ancora vivente si ammalò, ed in seguito morì, e tornò all'Università solo l'anno seguente.

### I primi passi nella politica
Terminati gli studi decise di dedicarsi alla politica, già nel 1835 si candidò per un posto nel Parlamento di Edimburgo, ma la presenza di politici consumati come James Abercrombie, I barone Dunfermline (7 novembre 1776-17 aprile 1858) e John Campbell, I barone Campbell (17 settembre 1779-24 giugno 1861) decretò la sua sconfitta.
Nel 1836 James si sposò con Susan Hay e l'anno dopo riuscì ad entrare nella Camera dei Comuni come rappresentante dell'East Lothian, in quello stesso periodo morì sua madre ed il 1838 lo vide rimanere completamente orfano. Questo ebbe come conseguenza il subentro di James al padre fra i Paria del Regno Unito nella quale debuttò partecipando al dibattito che era sorto fra Chiesa e Stato in materia di religione.
Entro pochi anni vide aumentare i propri incarichi politici, nel maggio 1843 fu nominato Vice-ministro per il Commercio e l'Industria e due anni dopo succedette a William Ewart Gladstone come Ministro. In quello stesso periodo l'Inghilterra si trovava nel mezzo dell'entusiasmo prodotto dallo sviluppo delle ferrovie, ma ancora di più si trovò a fronteggiare il dibattito circa l'abolizione delle Corn Laws, un sistema di dazi sull'importazione che mirava a proteggere i proprietari terrieri dai prezzi ben più competitivi dei cereali che provenivano dalle Colonie. In quegli anni in Irlanda imperversava una terribile carestia ed il Primo Ministro del Regno Unito Robert Peel propose di abbassare i dazi così che la maggior parte degli irlandesi potesse acquistare il pane, posizione che fu fortemente contrastata da James e dagli altri compagni di partito di Peel. Questa schermaglia portò alle dimissioni del Primo Ministro e John Russell, I conte di Russell offrì a James un posto nel Gabinetto del Regno Unito, posizione che rifiutò per timore che la sua immagine pubblica perdesse di gradimento.
Nel 1847 accettò tuttavia la nomina a Viceré d'India succedendo a Henry Hardinge, I visconte Hardinge con l'intesa di una totale indipendenza dai partiti politici.

### La panoramica degli anni da Governatore
Alla nomina a Viceré d'India seguì presto anche quella a Viceré del Bengala e nei primi mesi del 1848 ricevette anche l'ornamento verde proprio dell'Ordine del Cardo. Si disse che in quel periodo James si dimostrò grande lavoratore, arrivando a dedicare alle proprie incombenze più di dodici ore e cavalcando a lungo per visitare anche le zone più remote dell'Impero incurante della propria schiena malandata.
Contrariamente allo stile dell'epoca, James pensò che fosse suo dovere modernizzare l'India portandovi le correnti intellettuali che stavano percorrendo il Vecchio Continente, fedele seguace dell'Utilitarismo, dottrina che reputa giusto e bene solo ciò che accresce la felicità degli esseri umani, secondo gli insegnamenti di Jeremy Bentham. Nonostante egli avesse delle buone intenzioni, per provare ad attuarle non solo dovette usare un certo autoritarismo, ma suscitò anche un vasto malcontento in seguito alla propugnazione della Dottrina della decadenza secondo la quale se, il governatore di uno stato facente parte delle Colonie fosse stato manifestamente incompetente o fosse morto senza un erede avrebbe visto il proprio stato annesso automaticamente alla madrepatria. Le tensioni sociali infine culminarono nei Moti indiani del 1857 e che causarono il suo ritorno in Inghilterra.
Nel 1849 comunque James guidò l'esercito alla conquista del Punjab (Pakistan) e nel 1852 di parte della Birmania, in quegli anni l'uso della Dottrina della Decadenza fece incamerare agli inglesi diverse porzioni dell'India, tuttavia l'annessione, ritenuta ingiusta, della regione di Awadh fece sorgere il malcontento fra i militari locali ed i civili che sfociò poi nei moti citati poc'anzi. In ogni caso va riconosciuto a James l'aver potenziato le ferrovie, le strade ed i servizi postali e quelli nascenti del telegrafo.

### La guerra del 1848-1849
Nell'aprile 1848 James ordinò all'esercito di andare a prendere le redini della città di Multan dove si stavano accendendo delle rivolte, ben presto però sia i Sikh che i Sardar, un titolo che indicava i nobili e gli aristocratici di India e Pakistan, si unirono apertamente alla ribellione. 
James si trovò d'accordo con il generale Hugh Gough che le forze armate della Compagnia britannica delle Indie orientali non era pronta per scendere sul campo nel giro di breve tempo e che difettava anche dei mezzi di trasporto per rifornimenti ed equipaggiamento. Per altro James concluse che, suo compito non era semplicemente quello di riprendere la città ribelle, ma anche ricondurre a ragione l'intera regione del Punjab (Pakistan), motivo per cui ordinò una massiccia spedizione militare che sarebbe dovuta partire entro il mese di novembre. La Seconda guerra anglo-sikh entrò così nel vivo, il generale Herbert Benjamin Edwardes mieté diversi successi, ma gli esiti inconcludenti della Battaglia di Ramnagar e della Battaglia di Chillianwala, oltre alla tenace resistenza di Multan mostrarono come la strada fosse tutt'altro che in discesa. La città cadde infine il 22 gennaio del 1849 e la vittoria della Battaglia di Gujrat conseguita il 21 febbraio pose fine al conflitto consegnando la vittoria agli inglesi. Il buon esito della guerra pose James in buona luce presso il Parlamento che, oltre ad inviargli i propri ringraziamenti, mostrò la propria riconoscenza in maniera più concreta nominandolo Marchese.
Senza precise istruzioni dalla madrepatria James annetté il Punjab, in nome della superiorità britannica più moderna dell'arcaico governo locale, e provvide a far evangelizzare la zona mandando in loco un gruppo di missionari Evangelici. La regione venne divisa in distretti, con governatori locali, mentre il governo centrale sarebbe stato nelle mani di un giovane marajah posto sotto il triumvirato di altrettanti Governatori Generali.
Il governo per altro cercò di mantenere intatte quante più tradizioni locali possibili, anche se non mancò di combattere le usanze ritenute più "incivili" quali l'infanticidio delle bambine, il rogo rituale delle vedove e quello dei lebbrosi. Tuttavia, per quanto razionale, il governo inglese venne percepito come autoritario e dispotico e quindi mal tollerato da una popolazione che preferiva ancora il proprio sistema politico e giuridico.

### La guerra birmana
Nel 1826 si era concluso fra birmani ed inglesi il Trattato di Yandaboo che sanciva la fine della Prima guerra anglo-birmana, tuttavia una serie di tensioni correvano ancora fra Londra e Yangon. Gli inglesi erano parecchio contrariati dalla crescente indipendenza birmana e cercavano un modo per ripristinare il loro controllo, e James fece propria la massima di Richard Wellesley, I marchese Wellesley secondo la quale, un affronto fatto alla bandiera britannica alle foci del Gange poteva ritenersi commesso presso quelle del Tamigi. I birmani provvidero a ridimensionare un po' il loro indipendentismo rimuovendo il Governatore di Rangoon (allora era il nome di Yangon), ma non fu ritenuto sufficiente, presto il Commodoro Lambert contattò James per comunicargli che presto sarebbe scoppiata la guerra. 
Il conflitto entrò nel vivo il 5 aprile 1852 e Rangoon venne occupata il 12, solo la corte, che ancora si trovava ad Ava (Birmania) resisteva dichiarando di non essere disposta a cedere metà del paese per mantenere la pace, così le ostilità ripresero nel mese di ottobre e portarono all'annessione alle Colonie della provincia di Pegu. James si dichiarò soddisfatto e disse di non essere intenzionato a compiere altre campagne di conquista, visto che la provincia appena ottenuta, insieme alle altre già in loro possesso, tagliava la Birmania fuori dalle principali vie commerciali.
Nel tentativo di pacificare il nuovo territorio vi pose come Governatore Arthur Purves-Phayre (7 maggio 1812-14 dicembre 1885) che aveva il compito di integrarla nella già preesistente colonia indiana, tuttavia le due terre erano molto diverse sotto diversi punti di vista ed il progetto non ebbe buon esito.

### La politica interna
Sul piano della politica interna delle Colonie James provvide a togliere il Bengala dalle mani di un Governatore Generale per metterlo in quelle di un Governatore militare dal maggio 1854, istituì dei dipartimenti per i lavori pubblici e mise in piedi diverse linee per il telegrafo. Diede grande spinta anche alle ferrovie che cominciarono a nascere dal 1855 ed incoraggiò anche i privati a costruirne per il trasporto di beni e persone, anche se il loro controllo sarebbe rimasto nelle mani dello stato, che le avrebbe amministrate nel modo migliore per il bene comune.
James ordinò anche il completamento del Canale del Gange le cui linee di irrigazione, che superavano quelle di Egitto e Lombardia insieme, furono di grande beneficio per buona parte della popolazione rurale, alcune aree in realtà ne furono danneggiate per via dell'aumento della salinità nel suolo, ma furono moltissimi coloro che ne beneficiarono.
Anche le poste vennero ammodernate, venne ridotto il costo per il suo trasporto ed introdusse l'uso dei francobolli. Ancora più importante istituì un sistema, seppur imperfetto, per migliorare la scolarizzazione, abolì la pratica di marchiare i colpevoli di reati e rese libera la conversione ad altre religioni senza che questo comportasse la perdita dei diritti civili. Diede impulso all'industria ed alla cultura del thè, così come si mosse per proteggere i monumenti storici indiani, senza però trascurare i soldati inglesi per i quali vennero costruiti giardini ed altre strutture per accoglierli e svagarli.
Così come si occupava dei civili, locali e non, James continuò ad occuparsi, forse anche in maniera eccessiva, delle decisioni e dei provvedimenti che nascevano nell'ambito militare, quando Charles James Napier ordinò che ai soldati indigeni venissero date delle razioni aggiuntive, a compensazione del costo elevato che doveva essere pagato per comprarle, James si irritò particolarmente e biasimò il generale in maniera tale che questi si dimise.

### Il rientro in patria
Il 6 marzo 1856 James partì dall'India per tornare in patria dove, a causa delle pessime condizioni di salute, si ritirò a vita privata.
Morì nella casa natia il 19 dicembre 1860 dov'era andato a vivere insieme alla figlia ed al marito di lei.

## Matrimonio
Sposò, il 21 gennaio 1836, Lady Susan Hay (1817-6 maggio 1853), figlia di George Hay, VIII marchese di Tweeddale e Lady Susan Montagu. Ebbero due figlie:
- Lady Susan Georgiana Ramsay (?-22 gennaio 1898), sposò in prime nozze Robert Bourke, I barone Connemara, sposò in seconde nozze William Hamilton Broun;
- Lady Edith Christian Ramsay (?-28 ottobre 1871), sposò James Fergusson, VI Baronetto, ebbero quattro figli.

Avendo avuto solo due femmine il titolo nobiliare si estinse con lui.